# Liste der Naturdenkmale in Ebertsheim
Die Liste der Naturdenkmale in Ebertsheim nennt die im Gemeindegebiet von Ebertsheim ausgewiesenen Naturdenkmale (Stand 4. März 2024).

## Naturdenkmale
| Nr.         | Bezeichnung                  | Lage                                             | Beschreibung                                               | Bild                                    |
| ----------- | ---------------------------- | ------------------------------------------------ | ---------------------------------------------------------- | --------------------------------------- |
| ND-7332-227 | Flächiger Silbergrasbestand  | westlich des Ortes; Flur Auf dem Galgenberg Lage | Leitart Corynephorus canescens; flächenhaftes Naturdenkmal | Direkt Bild zu diesem Denkmal hochladen |
| ND-7332-251 | Alter Baumbestand am Bahnhof | Bahnhofstraße Lage                               | Aesculus hippocastanum, sieben Bäume                       | Direkt Bild zu diesem Denkmal hochladen |